# گوگورو
گوگورو (انگلیسی: Gogoro) شرکت ترابری تایوانی است، که در سال ۲۰۱۱ تأسیس شد.